# احمد منشی‌زاده
احمد منشی‌زاده (زاده ۱۳۲۳) بازیکن سابق فوتبال ایرانی است، که سابقه بازی در باشگاه فوتبال تاج تهران را دارد. وی در سال ۱۳۴۳ به باشگاه تاج پیوست و تا سال ها او را به واسطه ی گلی که در دقیقه ی ۸ در سال ۱۳۴۸ به پرسپولیس زده بود، نخستین گلزن شهرآوردتهران می‌دانستند.
پس از گذشت حدود نیم قرن،در حین ساخت مستند آبی به رنگ آسمان،متوجه شدند دربی دیگری هم که تا کنون ثبت نشده بوده بین آبی ها و قرمز ها برگزار شده که متعلق به زمانی قبل از مسابقه ای است که منشی زاده در آن گلزنی کرده.البته چون آن مسابقه یک مسابقه ی دوستانه بود و جدال های دوستانه در زمره ی دیدار های غیر رسمی قرار دارند،منشی زاده همچنان اولین گلزن رقابت های رسمی دربی است.
در آن دربی دوستانه که با تساوی ۱_۱ به اتمام رسید،«اميرحسين جابری زاده»از تاج گل اول دیدار را به ثمر رساند و حالا او است که به عنوان نخستین گلزن تاریخ دربی تهران شناخته شده است.